# Heinkel He 71
Хейнкель He 71 (нем. Heinkel He 71) — немецкий спортивный самолёт.
Heinkel He 71 взлетел весной 1933 года. Он был уменьшенной версией He 64. He 71 имел двигатель Hirth. На этом самолёте с дополнительным запасом бензина немецкая летчица Элли Байнхорн  совершила ряд полетов над Африкой.

## Тактико-технические характеристики

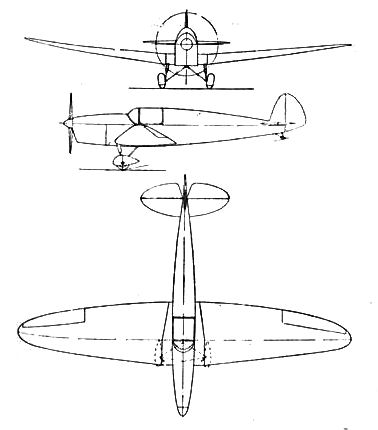
Схема He 64 из журнала L'Aerophile за май 1933 года

Технические характеристики
- Экипаж: 1-2
- Длина: 6,97 м
- Размах крыла: 9,50 м
- Высота: 1,70 м
- Площадь крыла: 52,30 м2
- Масса пустого: 310 кг
- Масса снаряжённого: 335 кг
- Максимальная взлётная масса: 679 кг
- Масса топлива во внутренних баках: 144 л.
- Силовая установка: 1 × воздушных Hirth HM 60
- Мощность двигателей: 1 × 70-78 л.с. (1 × 52-57 кВт)
- Воздушный винт: двухлопастный деревянный
- Диаметр винта: 1,80 м

Лётные характеристики
- Максимальная скорость: 212 км/ч
- Крейсерская скорость: 177 км/ч
- Практическая дальность: 1 400 - 1 600 км (макс. 2 500 км)
- Практический потолок: 5 200 м
- Скороподъёмность: 800 м/мин
- Длина разбега: 490 м
- Длина пробега: 370 м